# W Brzezinie
W Brzezinie – część wsi Wola Wieruszycka w Polsce położona w województwie małopolskim, w powiecie bocheńskim, w gminie Łapanów.
W latach 1975–1998 W Brzezinie należało administracyjnie do województwa tarnowskiego.